# Makedonska renesansa
Makedonska renesansa (grško Μακεδονική Αναγέννηση) je zgodovinopisni izraz, ki se uporablja za razcvet bizantinske kulture v 9.–11. stoletja pod istoimensko makedonsko dinastijo (867–1056), po pretresih in preobrazbah v 7.–8. stoletju, znanih tudi kot »bizantinski temni srednji vek«. Obdobje je znano tudi kot obdobje bizantinskega enciklopedizma zaradi poskusov sistematične organizacije in kodifikacije znanja, ki ga ponazarjajo dela cesarja učenjaka Konstantina VII. Porfirogeneta.

## Zgodovinopisni oris
Zaradi težav z izrazom so znanstveniki za opis tega obdobja uporabili alternativna imena, vključno z renesanso (z malim 'r'), renascenco, srednjebizantinsko renesanso ali prvo bizantinsko renesanso (Paleološka renesansa iz 13. stoletje, ki je druga). Makedonska umetnost se nanaša na umetnost tega obdobja.
Ker so besedo renesansa (rinascita) v 15. in 16. stoletju ustvarili italijanski humanisti, da bi opisali svoj čas, je njena uporaba zunaj tega konteksta problematična; vendar pa je obravnavano obdobje zagotovo ustvarilo ideje in umetniška dela, ki so odražala ponovno oceno klasičnih idealov.
Izraz makedonska renesansa je prvi uporabil Kurt Weitzmann v svojem delu iz leta 1948, Joshua Roll: delo makedonske renesanse. Opisuje makedonsko arhitekturo. Istočasno so znanstveniki rokopise Pariškega psaltra (cod. gr. 139, Paris, Bib. Nat. de France) označevali kot najboljše primere makedonske renesanse.

## Ozadje
V 7. do 8. stoletju je literarna produkcija doživela drastičen upad kljub postopnemu uvajanju papirja namesto dražjega pergamenta. V tem obdobju je bilo knjig malo in so jih imeli le najbogatejši aristokrati.
Od 7. stoletja naprej je bila srednjeveška grščina edini jezik uprave, vlade in umetnosti v Bizantinskem cesarstvu, medtem ko je bila vera pravoslavno krščanstvo.
Medtem ko je Zahodno rimsko cesarstvo propadlo na začetku srednjega veka, je njegova vzhodna polovica, Vzhodno rimsko cesarstvo, lahko preživela predvsem zaradi svoje strateške lege za trgovino, pa tudi zaradi načina, kako je lahko zadržala svoje sovražnike. Bazilij I. Makedonec (vladal 867–886), ustanovitelj makedonske dinastije bizantinskih vladarjev, se je rodil v Trakiji v kmečki družini, ki naj bi bila po očetovi strani armenskega porekla. Bil je zaposlen v vplivnih krogih Konstantinopla in cesar Mihael III. ga je hitro povišal in sčasoma postal socesar. S političnim manevriranjem mu je uspelo zagotoviti svojo prihodnost kot cesar, nato pa je začel vojaške in diplomatske akcije za zavarovanje cesarstva. Njegova dinastija je uspela ohraniti obdobje miru, v katerem so lahko uspevale ekonomija, filozofija, umetnost in kultura.
Dva glavna razvoja sta pripomogla k oživitvi kulture in izobraževanja v cesarstvu: to je bila večja vpletenost cerkve v izobraževanje (kot na primer v Studitskem samostanu), medtem ko je bila druga koncentracija kulturnega življenja v Konstantinoplu zaradi gibanja ljudstev s podeželja, ki je postalo magnet za intelektualce.
- Na iluminacijo je močno vplivala makedonska renesansa (Kralj David z alegorijo, Pariški psalter, 10. stoletje)
- Prizor iz pariške knjige psalmov

## Umetnost in arhitektura
Obsežne produkcije verske umetnosti so se nadaljevale šele po drugem ikonoklazmu leta 843. Umetnost makedonske renesanse je ohranila svoje korenine iz poznorimskega obdobja, pri čemer je uporabljala svoje dekorativne in umetniške sloge. To obdobje je povzročilo premik od prepovedi slikanja verskih osebnosti k slikanju ikon, ki odražajo bolj klasične in naturalistične vplive umetnosti na kulturo. Nov slog umetnosti je morda navdihnil italijanske umetnike, kot sta Cimabue in Giotto na zori italijanske renesanse, v protorenesansi. Poleg ikon pa je obdobje znano predvsem po slikarskih upodobitvah v knjigah psalmov, ki po svoji kakovosti in slogu dosegajo klasično antiko.
Druga polovica 9. stoletja je bila priča razkošnemu programu prenove cerkva, kot je ustvarjanje mozaikov v Hagiji Sofiji.

## Književnost in izobraževanje
Do makedonske renesanse se je v tem obdobju razširila tudi literatura, kot je De ceremoniis ('Knjiga slovesnosti'), ki se je osredotočala na upravljanje, diplomatske odnose s sosednjimi narodi in druge običaje tistega časa. Tudi izobraževanje je ponovno postalo prednostna naloga in Univerza v Konstantinoplu se je ponašala z učenjaki, kot je Mihael Psel, ki je napisal Kronografijo, zgodovino štirinajstih bizantinskih vladarjev. Medtem so zakonske reforme poskušale omejiti moč in rast velikih lastnikov zemljišč z oblikovanjem trgovskih cehov, ki so državi omogočali nadzor nad rastjo, kot je opisano v Eparhovi knjigi.
Medtem ko se je ukvarjal z znanostjo in matematiko, je Leon Matematik veliko prispeval k tej temi, znan pa je bil tudi po izdelavi optičnega telegrafa iz Konstantinopla v vzhodne regije cesarstva. Stavba Magnaura v Konstantinoplu je že leta 849 postala šola in jo je vodil Leon Matematik, čigar dela so zdaj izgubljena.

### Enciklopedizem
Paul Lemerle je za to obdobje uvedel izraz enciklopedizem, ki je odražal sistematične poskuse urejanja in organiziranja znanja na vseh področjih kulturne in upravne dejavnosti. Rezultat te dejavnosti je bila zbirka priročnikov o sodni hierarhiji in upravi (Taktika), vojaških zadevah, obdavčitvi, kmetijstvu (Geoponika), referenčnih del, kot sta enciklopedija Suda in Bibliotheca, ter nove kodifikacije rimskega prava (Bazilika) in predpisi v Eparhovi knjigi. Duh tega časa je ponazoril cesar Konstantin VII. Porfirogenet, ki je izdal tri enciklopedične priročnike: De administrando imperio, De administrando imperio in De ceremoniis. Druge pomembne osebnosti so bili polihistor Leon Matematik, patriarh Fotij I. in Areta iz Cezareje. Vendar, kot ugotavlja Alexander Kazhdan, njihov »poudarek ni bil na ustvarjalnosti, temveč na kopiranju in zbiranju«.

## Vojaško stanje
V času makedonske dinastije se je izboljšalo tudi vojaško stanje v državi; Slovani, ki so pred tem vdrli na balkanski polotok so bili vojaško poraženi; posledično je bil ves severni balkanski polotok kot do l. 602 po l. 1015 ponovno del vzhodnorimske države. Cesarstvo je pomembno vplivalo na Slovane, saj ni uničevalo njihove kulture, ampak je v slovanskih deželah spodbujalo gradnjo novih cerkva in jih okraševala s standardiziranimi vzorci mozaikov. Prav tako so v tem obdobju v slovanske kraje poslali meniha Konstantina (Cirila) in Metoda, ki sta Slovane naučila pismenosti. Nove cerkve so gradili tudi v Konstantinoplu in osrednjih regijah cesarstva; primer je samostan Hosios Lukas v Grčiji.
Najbolj prepoznavni element makedonske renesanse, ki je razviden v pariški knjigi psalmov, je oživitev načinov slikanja in motivov iz klasične grško-rimske antike. Te so pomešane s krščanskimi temami in tvorijo svojevrsten slog. Pomemben del umetnosti v tem obdobju je tudi kiparstvo; kiparski in rokodelski izdelki so bili ustvarjeni večinoma iz slonove kosti, tudi ti kažejo nivo kakovosti grško-rimske antike in obnavljanje helenističnih motivov. Najpogostejši predmeti iz slonove kosti so bili kipi in reliefi svetnikov; cerkvena oprema, škatle za shranjevanje nakita, itd.